# Claire Denis
Claire Denis (francês: [dəni]; (21 de abril de 1948 em Paris, França)) é uma cineasta e escritora francesa. O seu filme Beau Travail (1999) é considerado um dos maiores filmes da década. Outros longas aclamados são Trouble Every Day (2001), 35 Shots of Rum (2008), White Material (2009) e High Life (2018). A obra cinematográfica de Denis aborda frequentemente temas como colonialismo, pós-colonialismo e problemas da França moderna.

## Biografia
Nascida em Paris, mas criada na África colonial, aonde seu pai era um oficial Francês, Claire Denis e sua família mudavam-se a cada dois anos, devido a intensa curiosidade de seu pai por geografia.
Denis primeiramente estudou economia, mas logo largou o curso, indo para a IDHEC, uma escola de cinema francesa, encorajada por seu marido. Depois de formada, Claire Denis foi assistente de diretores como: Jacques Rivette, Costa-Gavras, Jim Jarmusch, e Wim Wenders.
O cinema de Claire Denis geralmente busca uma intimidade quase sobrenatural em seus planos e montagem. Famosa por sua mise-en-scène vigorosa, o trabalho de Denis vem se tornando um dos mais importantes no que tange o cinema contemporâneo mundial. Abrindo portas para uma narrativa desconstruída sem precedentes, a autenticidade de seu estilo vem cativando críticos, filósofos e cinéfilos em geral por todo o mundo.

## Filmografia

### Longa-metragem
- Chocolat (filme de 1988)|Chocolat / Chocolate (1988)
- S'en fout la mort / No Fear, No Die (1990)
- J'ai pas sommeil  / I Can't Sleep (1994)
- Nénette et Boni / Nenette and Boni (1996)
- Beau travail / Good Work (1998)
- Trouble Every Day (2001)
- Vendredi soir / Friday Night (2002)
- L'intrus / The Intruder (2004)
- Matériel blanc / White Material (2008)
- 35 rhums / 35 Rums (2009)
- White Material (2010)
- Les Salauds / Bastards (2013)
- Un beau soleil intérieur / Let the Sunshine In (2017)
- High Life (2018)

### Curta-metragem
- Keep It for Yourself (1991)
- Contre l'oubli / Against Oblivion (1991)
  - segmento: Pour Ushari Ahmed Mahmoud, Soudan
- Tous les garçons et les filles de leur âge / All the Boys and the Girls of Their Age (1994)
  - segmento: US Go Home
- À propos de Nice, la suite (1995)
  - segmento: Nice, Very Nice
- Ten Minutes Older: The Cello (2002)
  - segmento: Vers Nancy

### Documentários
- Man No Run (1989)
- Jacques Rivette, le veilleur / Jacques Rivette, the Watchman (1990)
- Vers Mathilde / Towards Mathilde (2005)

## Prêmios e indicações
| Ano  | Festival                                             | Premiação                                               | Filme                                                | Resulto        |
| ---- | ---------------------------------------------------- | ------------------------------------------------------- | ---------------------------------------------------- | -------------- |
| 1988 | Festival de Cannes                                   | Palme d'Or                                              | Chocolat (1988)                                      | Indicado       |
| 1989 | César Awards, França                                 | César para Melhor Filme Estreante Best First Work       | Chocolat (1988)                                      | Indicado       |
| 1994 | Torino International Festival of Young Cinema        | FIPRESCI Prize – Special Mention                        | Tous les garçons et les filles de leur âge... (1993) | Venceu         |
| 1996 | Festival Internacional de Cinema de Locarno          | Leopardo de Ouro                                        | Nenette and Boni (1996)                              | Venceu         |
| 1996 | Festival Internacional de Cinema de Locarno          | Prize of the Ecumenical Jury – Special Mention          | Nenette and Boni (1996)                              | Venceu         |
| 1996 | Namur International Festival of French-Speaking Film | Golden Bayard para Melhor Contribuição Artística        | Nenette and Boni (1996)                              | Venceu         |
| 1996 | Namur International Festival of French-Speaking Film | Golden Bayard para Melhor Filme                         | Nenette and Boni (1996)                              | Indicado       |
| 1998 | Independent Spirit Awards                            | Independent Spirit Award para Melhor Filme Estrangeiro  | Nenette and Boni (1996)                              | Indicado       |
| 2000 | Berlin International Film Festival                   | Reader Jury of the "Berliner Zeitung" – Special Mention | Beau Travail (1999)                                  | Venceu         |
| 2001 | Chicago Film Critics Association Awards              | CFCA Award para Melhor Filme de Língua Estrangeira      | Beau Travail (1999)                                  | Indicado       |
| 2001 | Festival Internacional de Cinema de Rotterdã         | KNF Award – Special Mention                             | Beau Travail (1999)                                  | Venceu         |
| 2001 | Festival Internacional Francófono Namur              | Golden Bayard para Melhor Filme                         | Trouble Every Day (2001)                             | Indicado       |
| 2001 | Festival de Cinema Catalão Internacional Sitges      | Melhor Filme                                            | Trouble Every Day (2001)                             | Indicado       |
| 2004 | Festival de Cinema Ghent                             | Grand Prix                                              | The Intruder (2004)                                  | Indicado       |
| 2004 | Festival Internacional de Cinema de Veneza           | Leão de Ouro                                            | The Intruder (2004)                                  | Indicado       |
| 2009 | Festival Internacional de Cinema de Veneza           | Leão de Ouro                                            | White Material (2009)                                | Indicado       |
| 2011 | National Society of Film Critics Awards, EUA         | NSFC Award para Melhor Filme de Língua Estrangeira      | White Material (2009)                                | Terceiro lugar |